# آنستون (ویسکانسین)
آنستون (به انگلیسی: Anston) یک منطقهٔ مسکونی در ایالات متحده آمریکا است که در پیتس‌فیلد واقع شده است. آنستون ۲۲۷٫۹۹ متر بالاتر از سطح دریا واقع شده است.